# 尼維齊
50°10′2″N 24°46′6″E / 50.16722°N 24.76833°E
尼維齊（烏克蘭語：Нивиці），是烏克蘭西部的村莊，隸屬利維夫州的舍普季茨基區。該村始建於1578年，面積3.77平方公里，海拔高度210米，2001年人口995，人口密度每平方公里263.72人。